# Máquina de arcade

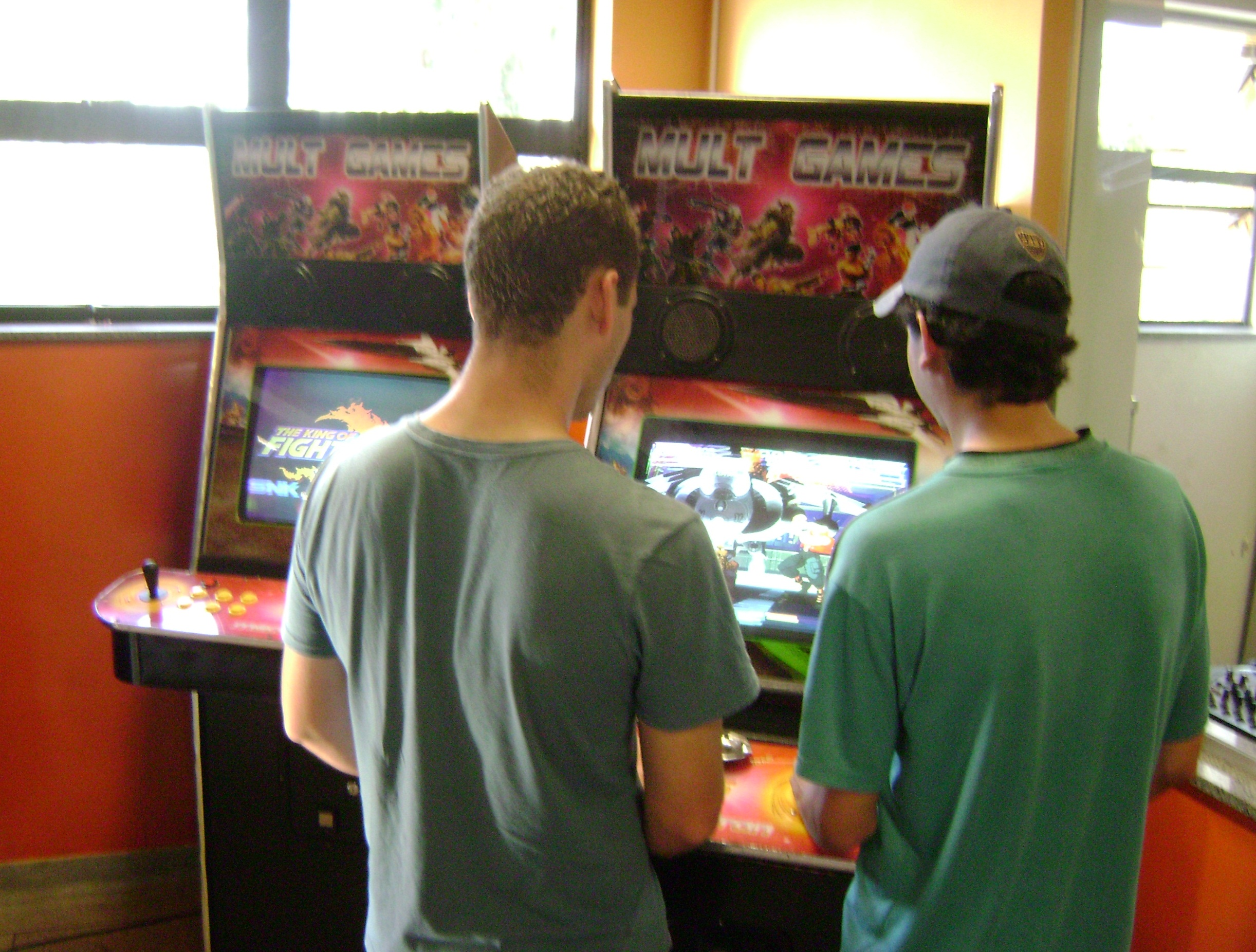
Jugadores jugando a un juego de arcade en una máquina recreativa

Una máquina recreativa, máquina de arcade o arcadia [1]es un mueble, por lo general dispuesto verticalmente, que sirve de estructura portadora para el hardware electrónico de un juego de arcade. Son similares a los pinballs y a las máquinas tragamonedas de los casinos, pero debido a que no son juegos de azar ni de apuestas —ya que se basan en la destreza del jugador— por lo general no tienen las limitaciones legales de estas.
Desde inicios de los años 1980, la mayor parte de las máquinas recreativas cumple con el estándar de cableado de la Asociación Japonesa de Fabricantes de Máquinas Recreativas (la JAMMA según su sigla en inglés). Algunas máquinas recreativas incluyen conectores adicionales para funciones no incluidas en el estándar.

## Partes constitutivas de una máquina recreativa
Debido a que la estructura de las máquinas recreativas varía según los juegos para los que fueron diseñadas, es posible que no todas las máquinas recreativas posean cada una de las partes constitutivas enumeradas a continuación:
- Un monitor, en el que se muestra el juego. Pueden mostrar gráficos raster o vectoriales, siendo el primero el más común. La resolución estándar está entre 262.5 y 315 líneas verticales, dependiendo de la frecuencia de actualización (generalmente entre 50 y 60 Hz). Las tasas de actualización más lentas permiten una mejor resolución vertical. Los monitores pueden estar orientados horizontal o verticalmente, dependiendo del juego. Algunos juegos usan más de un monitor o la pantalla táctil debajo del principal. Algunas máquinas recreativas más recientes tienen monitores que pueden mostrar video de alta definición.[1]
- Tableros de circuitos impresos (PCB) o tableros de sistema de arcade, el hardware real sobre el que se ejecuta el juego. Oculto dentro del armario. Algunos sistemas, como el SNK Neo-Geo MVS, usan una placa principal con carritos de juego. Algunas placas principales también pueden contener múltiples cartuchos de juego.[2] Otras placas se basan en PC, como Taito Type X o Bemani PC.
- Una fuente de alimentación para proporcionar alimentación de CC a las placas del sistema arcade y la iluminación de bajo voltaje para las ranuras para monedas y los botones iluminados.
- Una carpa, un letrero sobre el monitor que muestra el título del juego. A menudo son de colores brillantes y retroiluminados.
- Un bisel, que es el borde alrededor del monitor. Puede contener instrucciones, advertencias de su uso, o ilustraciones.
- Un panel de control, una superficie nivelada cerca del monitor, sobre la cual se organizan los controles del juego. Los paneles de control a veces tienen instrucciones de juego. Los jugadores suelen apilar sus monedas o fichas en los paneles de control de los armarios verticales y horizontales.
- Ranuras de monedas, devoluciones de monedas y la caja de monedas, que permiten el intercambio de dinero o fichas.[3] Por lo general, están por debajo del panel de control. Muy a menudo, los botones de plástico rojo translúcido se colocan entre el retorno de la moneda y la ranura de la moneda. Cuando se presionan, una moneda o ficha que se ha atascado en el mecanismo de monedas se devuelve al jugador. Las primeras ranuras de monedas podrían ser alteradas usando un encendedor de gas piezoeléctrico o un encendedor de horno de gas sostenido contra la carrocería de acero de la máquina recreativa, lo que permite obtener créditos gratis.[cita requerida] En algunos arcades (sobre todo en la actualidad), la ranura para monedas se reemplaza con un lector de tarjetas que lee datos de una tarjeta de juego comprada al operador de arcade.

Los lados de la máquina de arcade están generalmente decorados con pegatinas o imágenes pintadas con colores brillantes que, generalmente, representan a los personajes o los contenidos del juego.

## Tipos de máquinas recreativas
Hay muchos tipos de máquinas de arcade, algunas de hecho están hechas a medida para un juego en particular; Sin embargo, las más comunes son las verticales, las horizontales o de tipo mesa y las de tipo de brazos caídos.

### Máquinas verticales

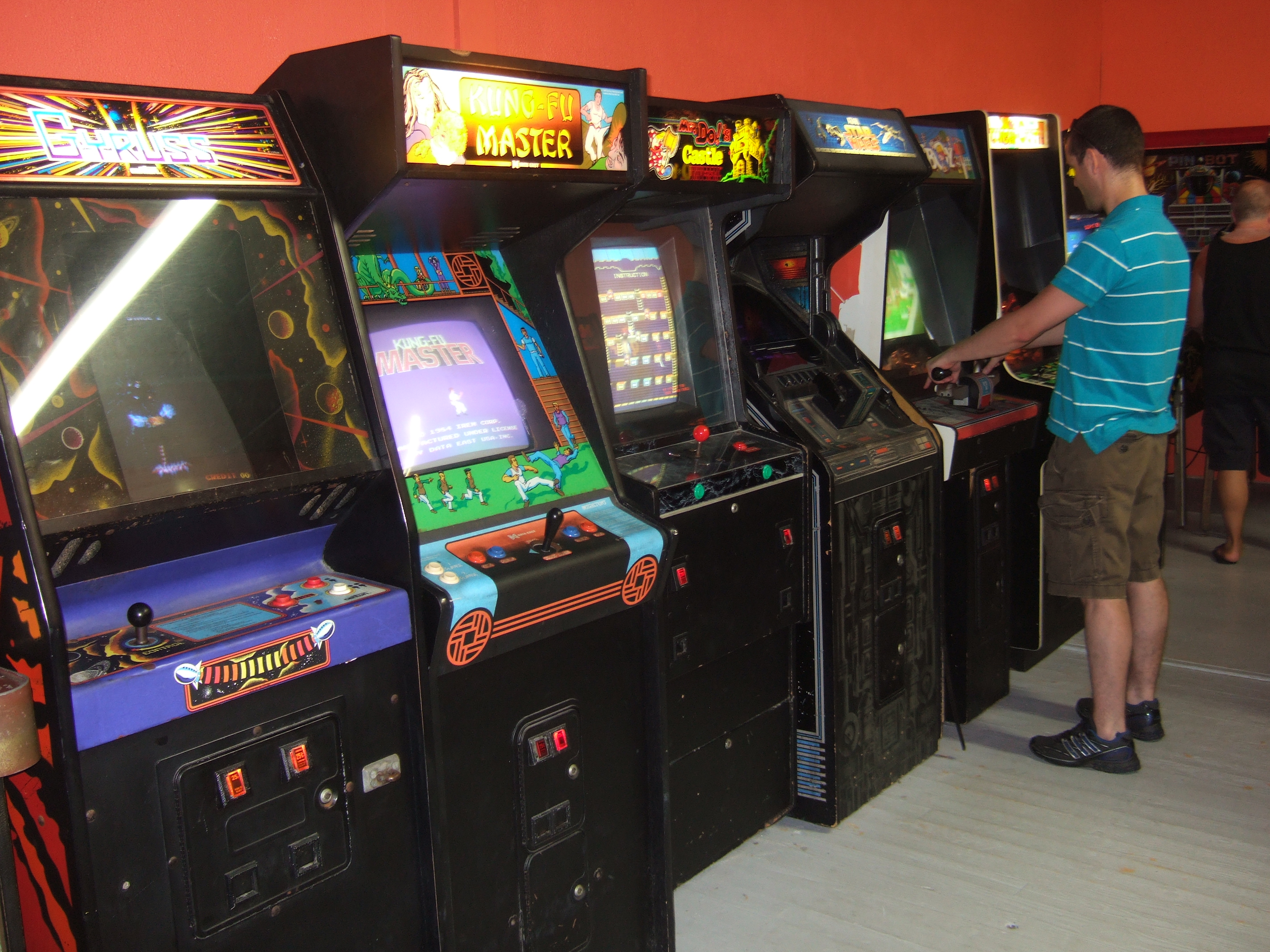
Máquinas recreativas verticales

Las máquinas recreativas verticales son, con mucho, las más comunes. Por lo general están hechas de madera y metal, de aproximadamente dos metros de altura, con el panel de control colocado perpendicularmente al monitor y a un nivel que se sitúa ligeramente por encima de la cintura del usuario. El monitor se encuentra dentro del mueble, aproximadamente al nivel de los ojos. La carpa está por encima de ella, y con frecuencia la sobresale.
Los controles suelen estar constituidos por uno o más joysticks, tantos joysticks como jugadores simultáneos permita el juego, además de botones de acción y botones de "jugador" que sirven para el mismo propósito que el botón de inicio en los mandos de una videoconsola. Otros mandos usados son los trackball, usados en juegos como Quantum, o las perillas (paddle), usadas en juegos como Arkanoid y Pong. Juegos como Robotron: 2084, Smash TV y Battlezone usan joysticks dobles en lugar de botones de acción. Algunas versiones del Street Fighter original tenían almohadillas de goma sensibles a la presión en lugar de botones.
Los videojuegos de carreras pueden tener un volante y un pedal del acelerador (que se usa con los pies) en lugar de un joystick y un acelerador de aviones (este último se usa con las manos). Si la máquina recreativa alberga un juego de disparos, puede tener armas ligeras conectadas a la parte frontal de la máquina, a través de cables duraderos. Algunas máquinas recreativas colocaron el monitor en la parte inferior del mueble de la máquina con un espejo montado a unos 45 grados por encima de la pantalla frente al jugador. Esto se hizo para ahorrar espacio, de lo contrario, un monitor CRT grande sobresaldría la parte posterior de la máquina recreativa y, posiblemente, evitaría que el ojo se viera directamente al monitor. Para corregir la imagen reflejada, algunos juegos tenían la opción de cambiar la salida de video usando una configuración de interruptor DIP. Otros géneros de juegos como Guitar Freaks cuentan con controladores que se parecen a los instrumentos musicales. 
Los diseños en forma de mueble vertical varían desde las cajas perpendiculares simétricas más simples como con Star Trek hasta las formas asimétricas complicadas. 
Los juegos son típicamente para uno o dos jugadores, o en el caso de los juegos de baile o de DJ, un jugador puede usar uno o ambos controles a la vez; sin embargo, juegos como Gauntlet tienen hasta cuatro conjuntos de controles.

### Cabinas horizontales o mesa

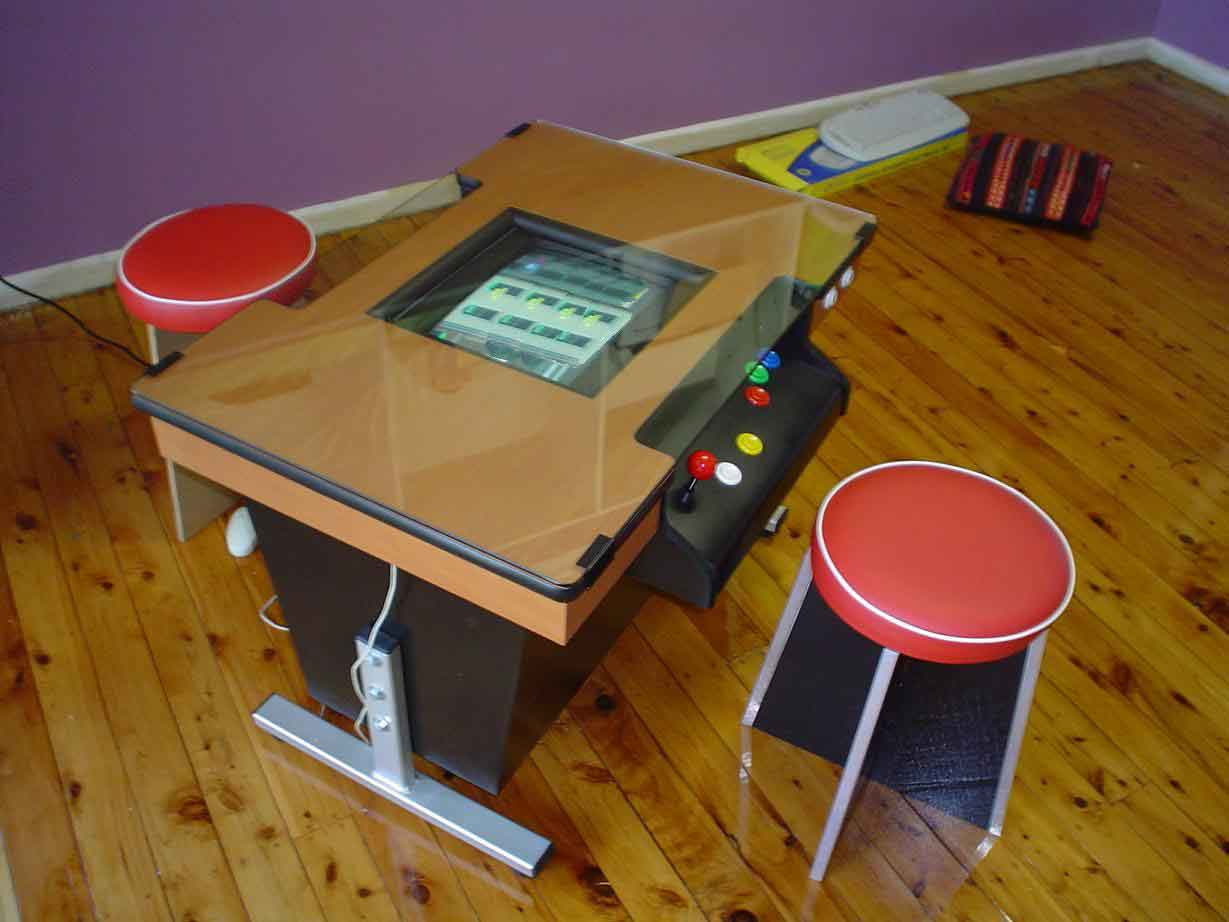
Una máquina recreativa horizontal. Este estilo a veces se denomina estilo japonés o australiano.

Las máquinas horizontales o "cóctel" tienen la forma de mesas bajas y rectangulares, con los controles generalmente en cualquiera de los extremos anchos, o, aunque no tan comunes, en los extremos estrechos, y el monitor dentro de la mesa, con la pantalla hacia arriba. Los juegos de dos jugadores alojados en cócteles solían ser alternativos, y cada jugador tomaba turnos. El monitor invierte su orientación (controlado por el software del juego) para cada jugador, de modo que todo parezca correcto desde cada perspectiva. Esto requiere una programación especial de las versiones horizontales del juego (generalmente establecidas por interruptores DIP). La orientación de la pantalla suele apuntar al jugador concreto en videojuegos por turnos, o en favor de ambos. Warlords es uno de los juegos horizontales para 4 jugadores simultáneos en el que la pantalla se diseñó para ser visualizada por todos los jugadores. 
Las versiones de máquinas horizontales se solían lanzar junto con la versión vertical del mismo juego. Eran relativamente comunes en la década de 1980, especialmente durante los Juegos de la Edad de Oro de Arcade, pero desde entonces han perdido popularidad. Su principal ventaja sobre las máquinas verticales era su tamaño más pequeño, haciéndolos parecer menos molestos, aunque requerían más espacio en el piso (más aún al tener jugadores sentados en cada extremo). La parte superior de la mesa estaba cubierta con un trozo de vidrio templado, por lo que era conveniente colocar las bebidas (de ahí el nombre de cóctel), y a menudo se veían en bares y pubs. 

### «Muebles de caramelos»

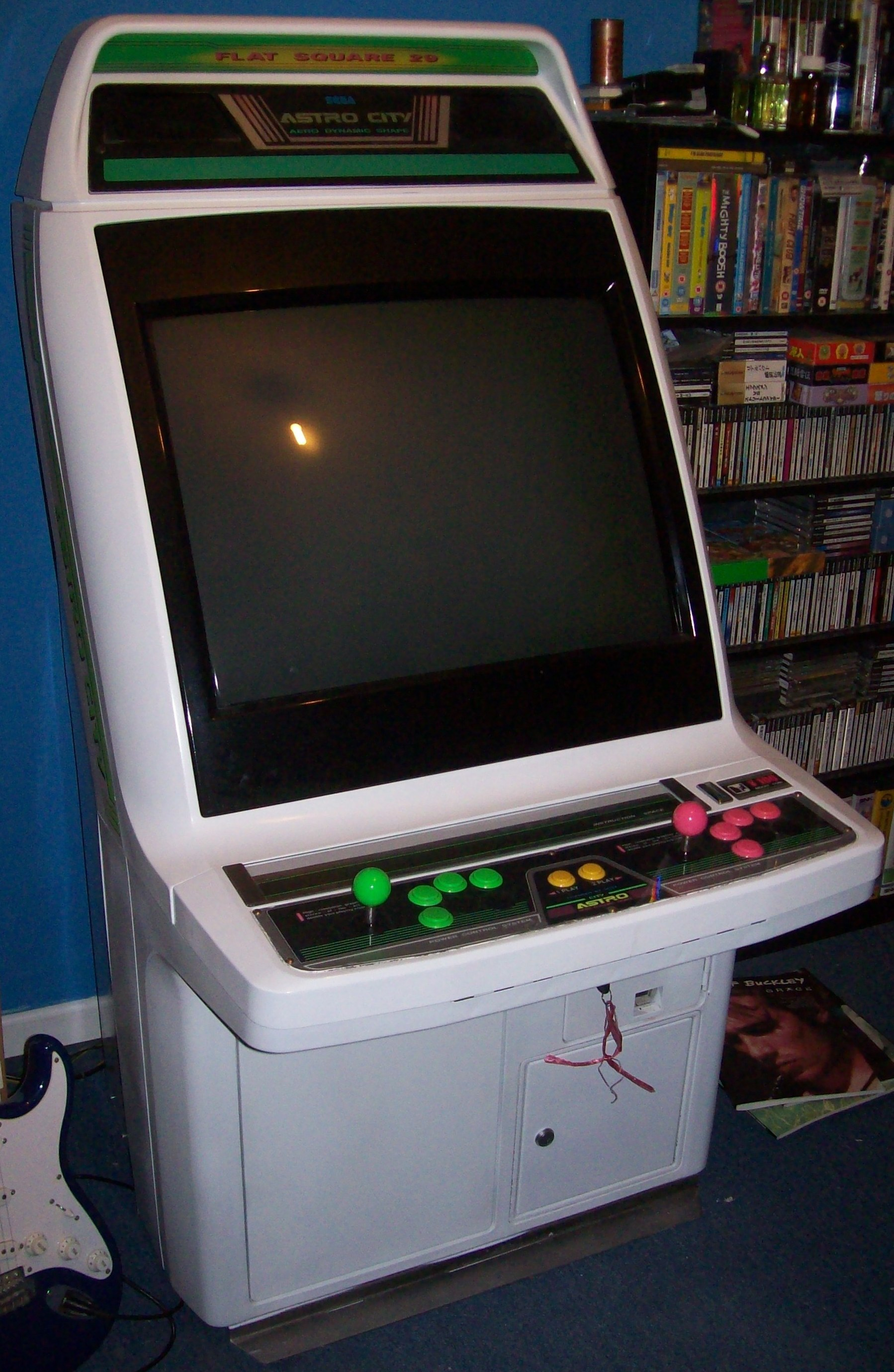
Un «mueble de caramelos» (candy cabinet).

Debido a la semejanza del plástico con los caramelos duros, a menudo son conocidos como "muebles de caramelos" (candy cabinets en inglés), tanto por los entusiastas de las arcadas como por la gente de la industria. En general, también son más fáciles de limpiar y mover que las máquinas verticales de madera, pero generalmente tan pesados ya que contaban con pantallas grandes, de hasta 29". Se colocan de manera que el jugador pueda sentarse en una silla o taburete y jugar durante largos períodos de tiempo. SNK vendió muchas máquinas recreativas Neo-Geo MVS en esta configuración, aunque la mayoría de los juegos de arcade hechos en Japón que solo usan un joystick y botones vienen en una variedad de máquinas para sentarse. En las galerías japonesas, este tipo de máquina recreativa es generalmente más frecuente que el tipo vertical, y generalmente están alineados en filas de aspecto uniforme. Una variante de esto, a menudo referida como máquinas de "estilo diferente", están diseñados para parecerse a dos máquinas una frente a la otra, con dos monitores y controles separados que permiten que dos jugadores luchen entre sí sin tener que compartir el mismo monitor y área de control. Algunas máquinas recreativas más recientes pueden emular aquellas otras de "estilo diferente" a través de redes. 

### Máquinas recreativasdeluxe
Más comúnmente utilizado para juegos que involucran juegos de azar, para largos periodos de juego, o los juegos de conducción o simulación. Estas máquinas generalmente tienen equipos que se parecen a los controles de un vehículo (aunque algunas de ellas son simplemente máquinas mayores con características razonables, como una gran pantalla o sillas). Los juegos de conducción pueden tener un asiento de cubo, pedales, una palanca de cambios e incluso una llave de encendido, mientras que los simuladores de vuelo pueden tener un timón o un joystick, y los juegos de motocicletas podían tener un manubrio y aceleradores típicos de las motos, además del típico asiento. A menudo, estas máquinas están dispuestos uno al lado del otro, para permitir que los jugadores compitan juntos. Algunas de estas máquinas son muy elaborados e incluyen sistemas hidráulicos que mueven al jugador de acuerdo con la acción en pantalla. Sega se encuentra entre los mayores fabricantes de este tipo de máquinas recreativas, mientras que Namco lanzó Ridge Racer Full Scale, en la que el jugador se sentó en un auto de tamaño completo Mazda MX-5 .

### Máquinas recreativas en forma de cabina de pilotaje
Hacen parte de la categoría de las máquinas recreativas deluxe, excepto que el jugador se sienta dentro de la estructura de la máquina. Pole Position (1982), Star Wars (1983) o After Burner (1987) son juegos disponibles en configuraciones de este tipo.

### Mini máquinas recreativas
El mini o cabaret es una versión reducida del mueble vertical de la máquina. También puede tener un monitor más pequeño. Las mini máquinas ocupan menos espacio y para los niños pequeños son más fáciles de acceso que el resto de máquinas recreativas. 

### Máquinas recreativas de tipo mostrador
Las máquinas de tipo mostrador generalmente son lo suficientemente grandes para albergar sus monitores y paneles de control. A menudo se utilizan para juegos de trivia y juegos de azar, y generalmente se encuentran instalados en bares o mesas en pubs y restaurantes. Estas máquinas a menudo tienen controles de pantalla táctil en lugar de los controles tradicionales de botón. También son bastante populares para el uso en el hogar, ya que pueden colocarse sobre una mesa o mostrador. 

### Máquinas a gran escala
Generalmente, en Japón, estas máquinas tienen múltiples pantallas interconectadas a un sistema, a veces con una gran pantalla en el medio. Estos a menudo también presentan la disposición de diferentes tipos de tarjetas, ya sea una tarjeta inteligente para guardar estadísticas y progreso, o las tarjetas de intercambio utilizadas en el juego. 

## Restauración
Dado que los juegos de arcade se están volviendo cada vez más populares como objetos de colección, ha surgido toda una industria de nicho centrada en la restauración de máquinas recreativas. Hay muchos sitios web (tanto comerciales como de aficionados) y grupos de noticias dedicados a la restauración de máquinas recreativas. Están llenos de consejos y sugerencias para restaurar los juegos a su mejor condición. 

### Ilustraciones
En ocasiones las máquinas recreativas han sido utilizadas para albergar más de un videojuego. Después de que el juego inicial de la máquina fuese retirado y reemplazado por otro, la ilustración lateral del mueble se pintaba (generalmente en negro) para que el mueble no distorsionara el nuevo juego presentado al público. El arte lateral también fue pintado para ocultar obras de arte dañadas o descoloridas. 
Por supuesto, los aficionados prefieren máquinas con obras de arte originales en las mejores condiciones posibles. Dado que las máquinas con arte de buena calidad son difíciles de encontrar, una de las primeras tareas es quitar cualquier pintura o pintura vieja del mueble. Esto se hace con decapantes de pintura química convencional o con lijado (las preferencias varían). Normalmente, las ilustraciones no se pueden conservar, ya que se han pintado y se eliminan con cualquier pintura de recubrimiento. La pintura nueva se puede aplicar de la manera que prefiera (rodillo, brocha, pulverizador). La pintura utilizada es a menudo pintura convencional con un acabado que coincide con la pintura original del mueble de la máquina. 
Muchos juegos tenían ilustraciones que fueron serigrafiadas directamente sobre los muebles de las máquinas recreativas. Otros utilizaron grandes calcomanías para el arte lateral. Algunos fabricantes producen obras de arte de replicación para juegos clásicos populares, cada uno con una calidad variable. Esta técnica se puede aplicar sobre la pintura nueva después de que se haya secado. Estas aplicaciones pueden ser muy grandes y deben aplicarse con cuidado para evitar que se formen burbujas o arrugas. Al rociar la superficie con una solución de agua ligeramente jabonosa, la obra de arte se puede reposicionar rápidamente si se desarrollan arrugas o burbujas como en las aplicaciones de teñido de ventanas .

### Paneles de control, biseles, carpas.
Adquirir estas piezas es más difícil que instalarlas. Muchos aficionados intercambian estos artículos a través de grupos de noticias o sitios como eBay (lo mismo ocurre con el arte de lado). Al igual que con el arte lateral, algunas tiendas de arte también producen ilustraciones de réplica de estas piezas que no se pueden distinguir del original. Algunos incluso superan los originales en calidad. Una vez que se adquieren estas piezas, generalmente se colocan en su lugar. 
Si los controles están desgastados y necesitan ser reemplazados, si el juego es popular, se pueden obtener fácilmente. Los controles de juegos más raros son más difíciles de conseguir, pero algunas tiendas tienen controles de reemplazo para los juegos de arcade clásicos. Algunas tiendas fabrican controles que son más robustos que los originales y se ajustan a una variedad de máquinas. Instalarlos requiere un poco de experimentación para los principiantes, pero generalmente no es demasiado difícil de colocar. 

### Monitores
Los monitores ráster son más fáciles de mantener que los monitores vectoriales. Normalmente, a menos que el tubo principal esté fundido, un monitor de trama proporcionará buenas características de visualización con quizás algunos ajustes menores de color. Los monitores vectoriales, por otro lado, pueden ser difíciles o muy costosos de reparar, y algunos no pueden repararse en absoluto (han disminuido su uso desde la década de 1980 y es difícil encontrar partes). A veces tendrán que ser reemplazados por completo, pero incluso encontrar monitores de reemplazo es difícil ya que se producen pocos, si es que los hay, por más tiempo. Algunos proveedores aún no disponen de CRT nuevos (los monitores vectoriales usan el mismo tubo básico que un raster, solo con diferentes componentes electrónicos), pero como son tubos vacíos, generalmente requieren que se extraiga el yugo del tubo viejo y se ajuste al nuevo tubo y configuración, que no suele ser un trabajo que puede ser realizado por el coleccionista de arcade de aficionados. También se puede realizar la actualización de otras tecnologías de monitorización para emular gráficos vectoriales. 
Algunos componentes electrónicos se ven afectados por las condiciones de espacio y temperatura dentro de una máquina recreativa. Los condensadores electrolíticos se secan con el tiempo, y la vida útil de muchas máquinas recreativas clásicas está llegando a su fin. Si un juego tiene su monitor ráster original, generalmente deberá "volver a su límite", es decir, será necesario reemplazar algunos capacitores para que el monitor brinde una imagen adecuada. Debido al tamaño de los capacitores y los voltajes presentes dentro de un monitor de video, esto puede ser una actividad peligrosa y solo debe ser intentada por aficionados o profesionales con experiencia. Si se rompe un monitor, generalmente se puede obtener un reemplazo a través de distribuidores de monedas o proveedores de piezas. 

### Cableado
Si el mueble de una máquina recreativa necesita un nuevo cableado, algunos kits de cableado están disponibles a través de Internet. Un aficionado experimentado generalmente puede resolver la mayoría de los problemas de cableado a través de prueba y error. 
Muchas máquinas recreativas son reconvertidas para albergar un juego que no es el de origen. En estos casos, si ambos juegos cumplen con el estándar JAMMA, el proceso es simple. Otras conversiones pueden ser más difíciles, pero algunos fabricantes como Nintendo han producido kits para facilitar el proceso de conversión (los kits fabricados por Nintendo para convertir una máquina recreativa de cableado Classic a VS.).

## Proyectos de bricolaje
Algunos armarios están totalmente construidos por aficionados para imitar una máquina recreativa con emuladores como MAME y una PC para reemplazar el hardware del juego. Estas máquinas recreativas construidas en casa tienen muchas de las características de las máquinas auténticas (como una caja de monedas, carpas, etc.). Las unidades MAME arcade pueden combinar varios controles arcade (como dos tipos de joysticks y un trackball) en una unidad para permitir el juego de muchos juegos diferentes.
Otros proyectos pueden consistir en la conversión de una máquina recreativa de un solo juego regular en una máquina MAME, eliminando la necesidad de construir un mueble portador. 
Al menos una empresa fabrica kits de máquinas recreativas "listas para ser montadas". Están hechas de tableros de fibra de densidad media. Éstos eliminan la necesidad de que el aficionado corte para dar forma a grandes paneles del material, pero aún requiere montaje, pintura, acabado y equipamiento con sistema de juego, controles y pantalla.
Existen máquinas recreativas hechas a medida, que pueden ser personalizadas según los deseos del cliente. Esto le permite al aficionado diseñar él mismo el mueble de la máquina, no requiriendo de este modo las habilidades manuales necesarias para montarse él mismo el mueble de la máquina.
En el mercado existen también máquinas hechas a medida pero montadas a partir de carcasas de Game Boy Advance o computadoras miniaturizadas gracias a la abundancia de compilaciones clásicas de arcade como por ejemplo Museo Namco y otros títulos. Es posible incluso encargar máquinas de arcade prefabricadas para usar el iPad como monitor.